# Немецкая рабочая партия
Немецкая рабочая партия (нем. Deutsche Arbeiterpartei, DAP) — партия-предшественник Немецкой национал-социалистической рабочей партии (NSDAP).

## Истоки
DAP была образована 5 января 1919 в пивной Штернекерброй в результате слияния «Политического рабочего союза», созданного Карлом Харрером, и «Комитета Независимых рабочих» (создан Антоном Дрекслером). Председателем DAP был выбран Карл Харрер. И Дрекслер, и Харрер были членами оккультного «Общества Туле». На политические убеждения членов партии сильно повлиял наставник Дрекслера — доктор Пауль Тафель, директор компании MAN, который также был членом «Общества Туле» и, кроме того, лидером Пангерманского союза. Основной идеей Тафеля было создание националистической партии, опиравшейся на рабочих, в отличие от подобных партий среднего класса. В момент своего образования партия состояла примерно из сорока членов.

## Членство Гитлера
12 сентября 1919 Адольф Гитлер, в то время ефрейтор 1-го резервного батальона 2-го Баварского пехотного полка, был направлен в качестве тайного осведомителя рейхсвера на собрание DAP, проходившее в пивном зале Штернекерброй. На собрании Гитлер вступил в ожесточенную полемику с одним из присутствующих. Дрекслер был столь впечатлён ораторскими способностями Гитлера, что тут же предложил ему вступить в партию. После некоторого размышления Гитлер решил принять предложение. В конце сентября 1919 он стал членом DAP.
Свою первую речь в качестве члена партии Гитлер произнес 16 октября 1919 в пивном зале Хофбройкеллер. После этого он стал быстро продвигаться по партийной лестнице и вскоре стал одним из руководителей DAP.
Через некоторое время начались конфликты Гитлера с Харрером: когда Гитлер решил провести широкомасштабный митинг в начале 1920 года, Харрер выступил против этого. Также Харрер выступал против пропагандируемого Гитлером антисемитизма, считая что это может оттолкнуть рабочих от движения. В результате Харрер покинул пост председателя партии; новым председателем стал Дрекслер (24 февраля 1920 года).

## От DAP к NSDAP
24 февраля 1920 по предложению Гитлера партия была переименована в NSDAP (нем. Nationalsozialistische Deutsche Arbeiterpartei — национал-социалистическая немецкая рабочая партия). Название было позаимствовано у другой партии того времени — австрийской национал-социалистической партии. Первоначально Гитлер хотел назвать партию — «Партия социалистов-революционеров», но Рудольф Юнг убедил его принять название NSDAP.

## Известные члены партии
В партии состояли следующие известные деятели национал-социализма:
- Карл Харрер — один из основателей и председатель партии
- Антон Дрекслер — один из основателей и 1-й председатель НСДАП
- Адольф Гитлер
- Эрнст Рём
- Альфред Розенберг
- Готфрид Федер
- Ганс Франк
- Дитрих Эккарт